# Erste Klasse 1920/1921
Desátý ročník Erste Klasse (1. rakouské fotbalové ligy) se konal od 5. září 1920 do 29. června 1921.
Soutěže se zúčastnilo již nově třináct klubů. Hrálo se v jedné skupině každý s každým. Ligu vyhrál již posedmé ve své klubové historii a potřetí po sobě SK Rapid Vídeň.